# 胡夫霍伊通火山
胡夫霍伊通火山（羅馬化：Khuvkhoitun）是俄羅斯的火山，位於堪察加半島中部，屬於中部山脈的一部分，海拔高度2,616米，火山底部直徑20公里，山體在更新世形成。